# 妙高级重巡洋舰
妙高級重巡洋艦（日语：／ Myōkō gata jūjunyōkan ?）為日本帝國海軍建造的重巡洋艦，同級艦4艘，分别为妙高号、那智號、足柄號、羽黑號。

## 建造簡介

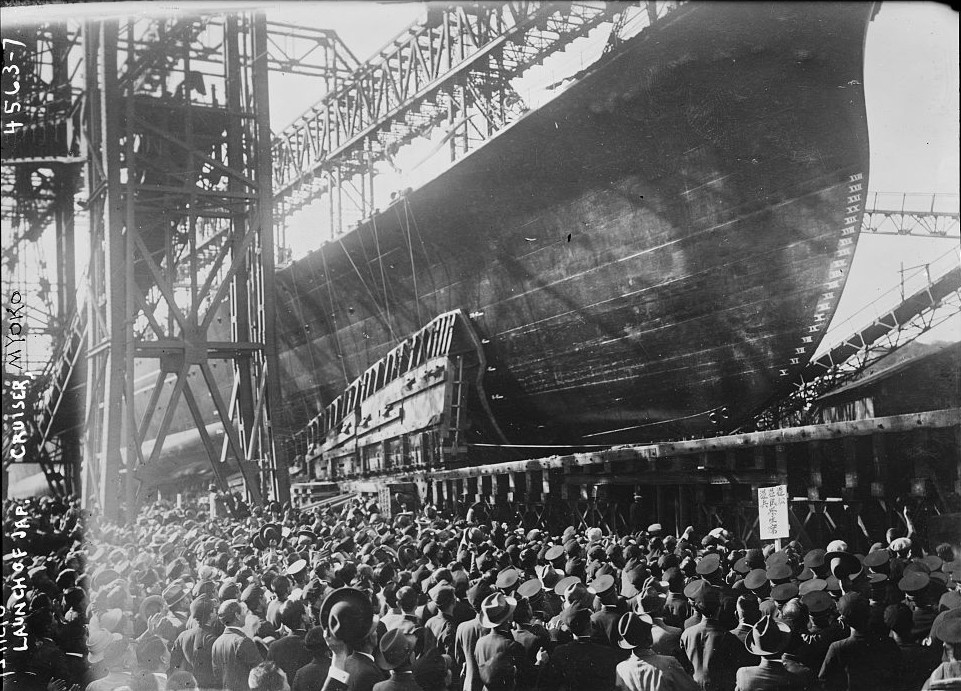
1927年下水时的妙高号重巡

妙高級重巡洋艦日本帝國海軍在华盛顿海军条约後，針對所謂的1萬噸排水量門檻規範所發展的條約級重巡洋艦，該艦的造艦計畫在1922年7月3日首次提交給海軍大臣加藤友三郎，主设计师同樣為設計古鷹級的平賀让造船少將。
妙高級與古鷹級最大的不同點仍與華盛頓海軍條約牽扯甚深，古鷹級的開發概念是源自於一次世界大戰期間所探討的偵查巡洋艦，火力及防護力標準都是以1910年代末期的艦種為參考標準，妙高級的初期方案也是延續著古鷹級，採用7,200噸級艦體安裝更多的20公分主炮；然而華盛頓海軍條約訂定出的8英吋主炮、萬噸排水量的標準，條約所衍伸的巡洋艦將是種火力更強，防護力也更周全的軍艦，現有設計全然不適用於未來戰場。1922年時，海軍給艦政本部的新型巡洋艦有以下要求：
1. 具有足夠的防護力抵禦15公分與20公分艦砲的貫穿能力
2. 設計可有效抵禦魚雷與水雷的防雷隔艙
3. 10門20公分主炮（6門在艦艏以金字塔型配置，4門設置在艦尾）
4. 4門12公分高射炮
5. 4具雙連裝魚雷發射管
6. 可搭載2架水上飛機
7. 極速35.5節
8. 續航力13.5節/1萬海浬

## 姐妹艦建造
妙高級建有同型四艦包括：首艦妙高號、那智號、足柄號、羽黑號。按照日本帝國海軍軍艦的命名規則（一等巡洋艦用山名來命名），妙高級巡洋艦的艦名取自山的名稱來命名。於1923年開工，1929年相繼加入現役。率先開工的妙高號建造進度反而落後於後續開工的那智號，1928年那智號率先完工並在日本昭和天皇加冕典禮觀艦式亮相，所以也一度依完工順序被稱為那智級。
- 妙高號

1924年10月25日開工，1927年4月16日下水，1929年7月31日完工。1935年和1937年各進行了一次改裝。1944年12月在返回日本本土的途中被美軍潛艇的魚雷命中，被拖回新加坡，直到日本戰敗投降，戰爭結束後1946年被英國海軍沉於馬六甲海峽。
- 那智號

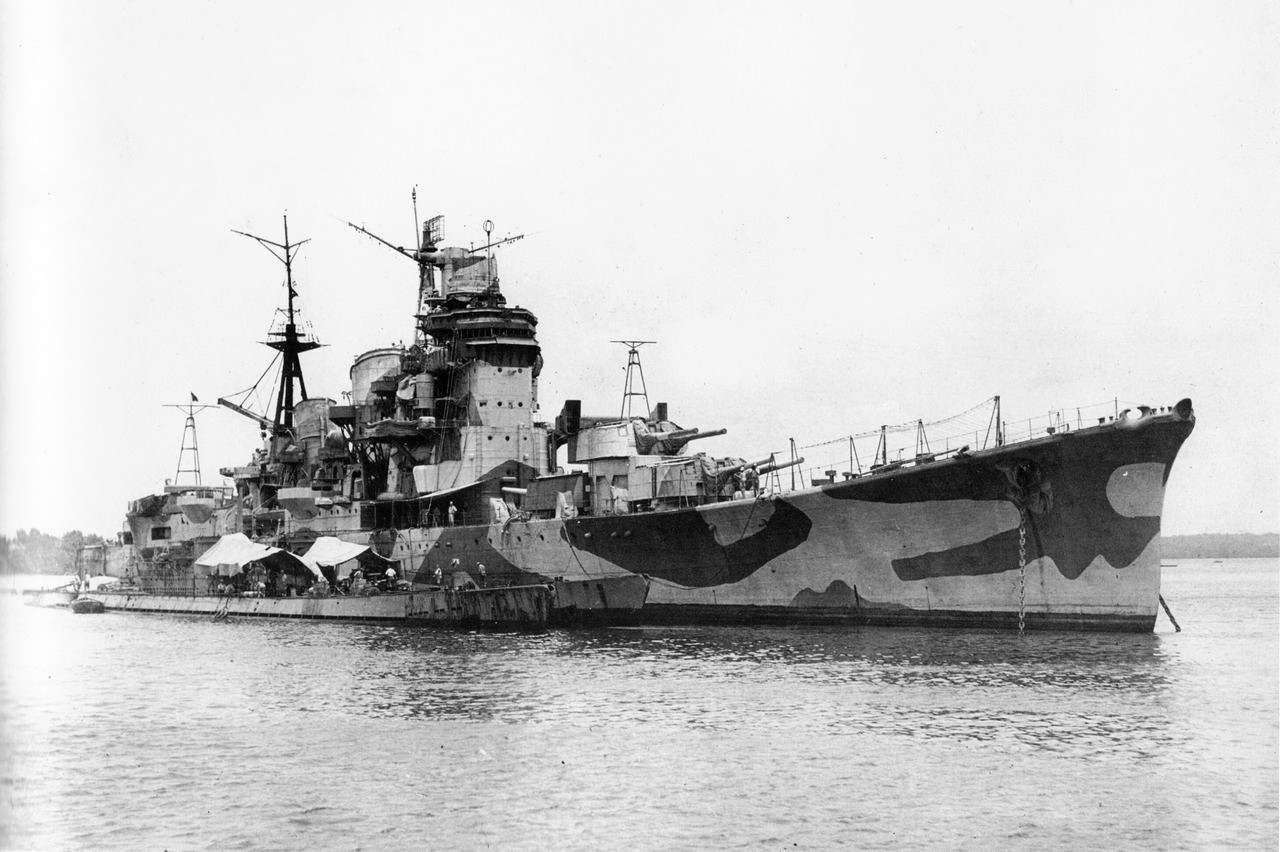
1946年終戰後的「妙高」

1928年11月26日竣工，1944年11月5日，在馬尼拉灣遭遇美軍航空母艦“列星頓號”(USS Lexington,CV-16)和“提康德羅加號”(USS Ticonderoga,CV-14)艦載機的空襲，數枚炸彈、魚雷命中“那智號”後沉沒，船員807人戰死，220人得到救援。
- 羽黑號

1925年3月16日開工，1928年3月24日下水，1929年4月25日完工。1935年和1937年各進行了一次改裝。1945年5月9日，與“神風”號驅逐艦離開新加坡時，在馬六甲海峽發現英軍，被逼撤回新加坡。在14日再次出航，並在15日遭遇英軍驅逐艦隊，寡不敵眾，在被第2發魚雷擊中時杉浦嘉十大佐下令棄艦。“羽黑”號終在16日被第3發魚雷擊中後沉沒。較早前已撤離的“神風”號在17日返回營救，超過1,700多名船員最終只有約300人獲救。
- 足柄號

1925年4月11日開工於三菱重工長崎船廠，1928年4月22日下水，1929年8月20日竣工。1945年6月4日，與“神風”號驅逐艦由新加坡前往雅加達進行補給任務，在8日回航時被伏擊的英軍潛艇多枚魚雷擊中，傾覆沉沒。於1945年8月20日除籍。

## 技術特點
繼承了之前建造的古鷹級和青葉級的設計思想，設計上強調火力和航速的特點。妙高級為了追求高航速艦體採用了較大長寬比。艦艏是日本海軍特有的雙曲線型，艦艏有明顯的舷弧，兩舷側明顯外張，提高耐波性能。前煙囪向後曲折遠離艦橋，減小排煙對艦橋的影響。

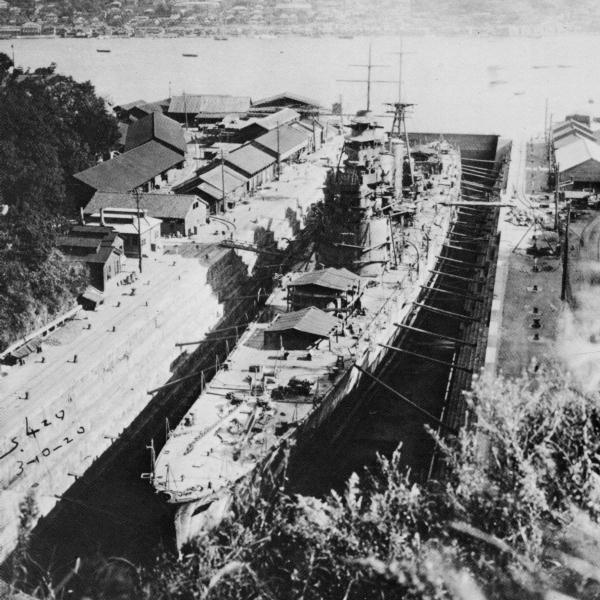
1928年三菱長崎幹船塢內正在建設中的羽黑號

裝備雙聯裝200毫米口徑主砲砲塔5座，艦橋之前安裝3座主砲砲塔，中間砲塔安裝在高出其前後砲塔的位置上，呈金字塔狀排列，第3號主砲塔砲口朝後。艦體後部2座主砲砲塔，呈背負式佈置。砲塔防護甲板外側安裝薄鋼板，與防護甲板之間留有空隙，避免受陽光照射導致砲塔內溫度過高。艦內裝6座雙聯裝610毫米口徑魚雷發射管。在後桅與後部第4主砲塔之間上甲板設置水上偵察機彈射器。動力系統採用高、低壓蒸汽輪機。防護標準按照抵禦6英寸口徑砲彈直接命中的標準設計，為了增加防禦效果艦體側舷裝甲採用傾斜佈置。妙高號、足柄號設有艦隊旗艦的設備，而那智號和羽黑號則是設有戰隊的旗艦設備。妙高級在火力和航速方面十分突出，日本海軍為了追求單艦的威力優勢，甚至不惜採用隱瞞的手段，以超出條約對排水量的限制（當時締約國利用條約的漏洞在排水量方面作文章的現象屢見不鮮），儘管如此，建成後重量還是超出計畫。日本海軍一貫追求加強武裝以單艦質量求勝的理念，導致穩定性、結構強度也受到影響，但是日本海軍沒有對此給予應有的重視，直到1935年發生了史稱第四艦隊事件的重大事故後，才進行了艦體強度的加強。
妙高級於1931年開始進行改裝，將主砲口徑由200毫米增大到203毫米，砲彈重量由110公斤增至126公斤，威力增強。從1935年到1940年期間進行了兩次大幅度改裝，改進了魚雷發射裝置，改裝4座四聯裝魚雷發射管，並將發射裝置由中甲板挪到上甲板，遠離了輪機艙，減少因其爆炸帶來的損害。加裝了高射砲增強防空火力；更新航空設備，在後煙囪與第4砲塔之間的上甲板增設遮蔽甲板作為航空甲板，彈射器由1座改為左右兩舷各一座；對艦體進行加固，增加艦體水下隔艙；安裝新型火控設備。在歷經第一次,第二次的改裝之後，排水量增加，而最高航速相對地降低了。在太平洋戰爭後期，妙高級為抗擊美軍空襲，加強防空火力，並在後桅頂部加裝13號雷達。
日海軍1926年著手研製艦載機彈射器， 1928年完成1號彈射器，試裝於初期的重巡洋艦青葉號和衣笠號上。建造羽黑號時，已將彈射器列入設計，還準備在後桅底部附近設置水上偵察機機庫，並把後桅至第4號砲塔的上甲板改裝成航空甲板。羽黑號竣工後有水上偵察機2架，其中一架機翼摺疊後，進入機庫內，另一架繫留在甲板上。沿上甲板中心線設有艦載機移動軌道，艦載機彈射器則裝在中心線稍靠右舷處。